# Sorøkredsen
Sorøkredsen var en opstillingskreds i Vestsjællands Amtskreds fra 1971 til 2006. I 1920-1970 var opstillingskredsen en del af Sorø Amtskreds. Kredsen var en valgkreds fra 1849 til 1919. Kredsen blev nedlagt i 2007. Området indgår nu i Sjællands Storkreds. 
Den 8. februar 2005 var der 30.328 stemmeberettigede vælgere i kredsen.
Kredsen rummede i 2005 flg. kommuner og valgsteder:

Pilene angiver hvilke nye valgkredse de nedlagte kommuners afstemningsområder indgår i fra 2007 og fremover.
1. Fuglebjerg Kommune → Næstvedkredsen
  1. Fuglebjerg-Hallen
  2. Grønbro-Hallen
2. Hashøj Kommune → Slagelsekredsen
  1. Dalmose
  2. Flakkebjerg
  3. Slotsbjergby
  4. Sørbymagle
3. Skælskør Kommune → Slagelsekredsen
  1. Agersø
  2. Boeslunde
  3. Eggeslevmagle
  4. Magleby
  5. Omø
  6. Rude
  7. Skælskør Vest
  8. Skælskør Øst
  9. Tjæreby
4. Sorø Kommune → Ringstedkredsen
  1. Alsted Fjenneslev
  2. Frederiksberg
  3. Pedersborg
  4. Slaglille Bjernede
  5. Sorø